# Casa Sabiol
La Casa Sabiol és una obra d'Agullana (Alt Empordà) inclosa a l'Inventari del Patrimoni Arquitectònic de Catalunya.

## Descripció
Casa cantonera, situada a la plaça Major del veïnat de l'Estrada. És una casa de planta rectangular, amb planta baixa, pis i golfes, i coberta a dues vessants. Tot i que no podem veure el paredat original a causa de l'arrebossat, sí que es poden veure els carreus de les obertures. És aquí on trobem dos llindes amb inscripcions, una de les quals amb la data 1777, i l'altra amb el nom del propietari de la casa JOAN SABIOL.